# Klimauka (rejon homelski)
Klimauka (biał. Клімаўка; ros. Климовка, Klimowka; pol. hist. Klimówka) – wieś na Białorusi, w obwodzie homelskim, w rejonie homelskim, w sielsowiecie Prybytki, nad Ucią.

## Transport
W Klimauce znajduje się przystanek kolejowy Karawyszań, a w jej pobliżu stacja kolejowa Uć oraz przystanek kolejowy 15 km. Wszystkie one położone są na linii Homel - Czernihów.
Skrajem wsi przebiega droga magistralna M10.

## Historia
W XIX i w początkach XX w. wieś i folwark należący do książąt Paszkiewiczów. Położona była wówczas w Rosji, w guberni mohylewskiej, w powiecie homelskim. Następnie w granicach Związku Sowieckiego. Od 1991 w niepodległej Białorusi.